# Karlstein (Herrschaft)

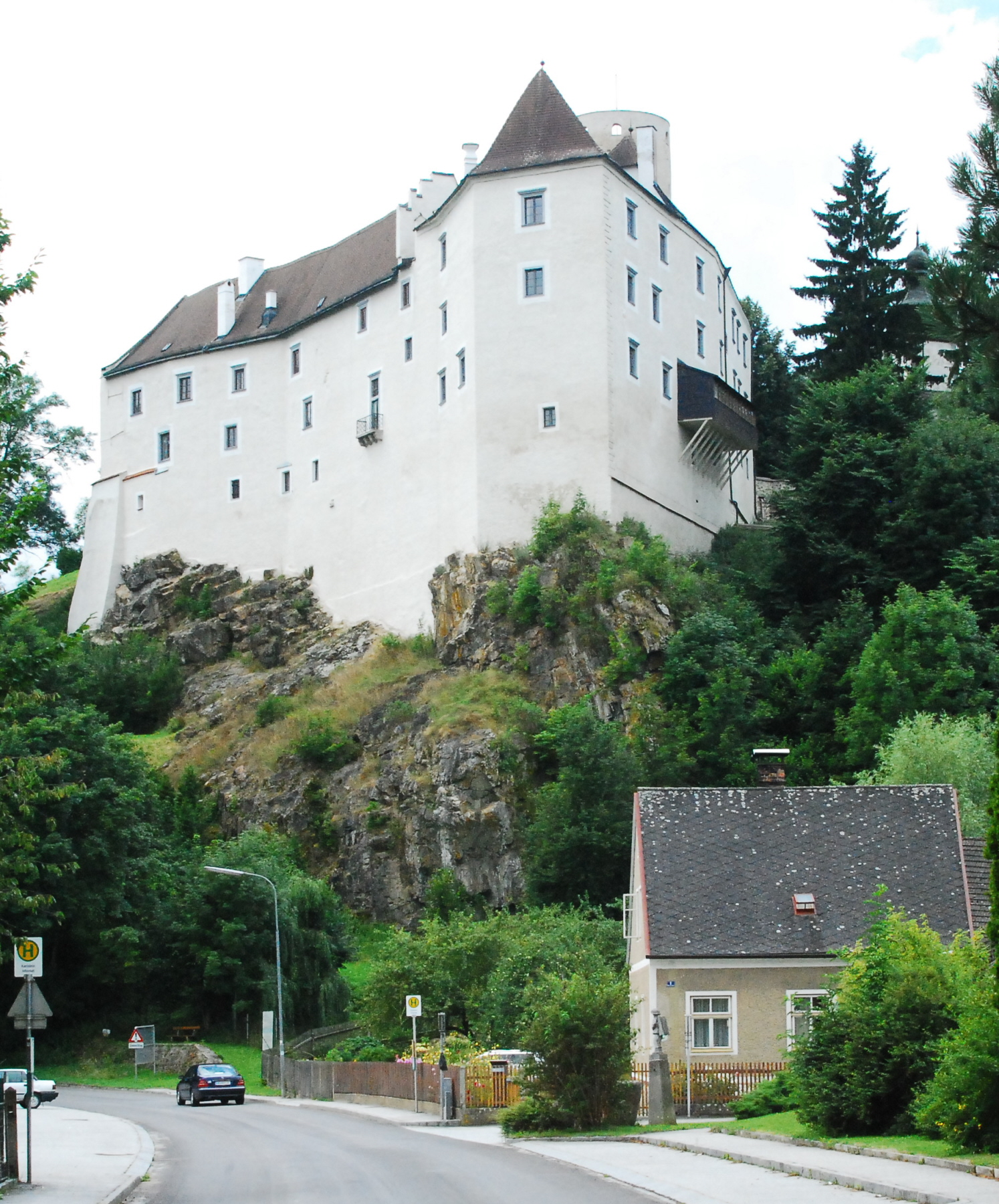
Schloss Karlstein, Sitz der Verwaltung (2010)

Die Herrschaft Karlstein war eine Grundherrschaft im Viertel ober dem Manhartsberg im Erzherzogtum Österreich unter der Enns, dem heutigen Niederösterreich.

## Ausdehnung
Die Herrschaft, die weiters aus den Gutshöfen in Göpfritzschlag, Puch und Thuma bestand, umfasste zuletzt die Ortsobrigkeit über Eggersdorf, Göpfritzschlag, Goschenreith, Griesbach, Hohenwarth, Karlstein, Loibes, Münchreith, Puch, Rossa, Schlader, Schlagles, Thuma, Thures und Wertenau. Der Sitz der Verwaltung befand sich im Schloss Karlstein.

## Geschichte
Die letzte Inhaberin der Allodialherrschaft war Valérie Georgine Gräfin Van der Straten-Ponthoz (1811–1887), geborene Gräfin Beaufort-Spontin, eine ursprünglich belgische Adelige, die durch Heirat an mehrere Herrschaften in Österreich gelangt war. Nach den Reformen 1848/1849 wurde die Herrschaft aufgelöst.